# Артур Джарретт
Артур Джарретт молодший (англ. Arthur Jarrett Jr.; 20 липня 1907 — 23 липня 1987) — американський співак, актор і лідер групи в 1930-х і 1940-х роках.

## Рання кар'єра
Народився в сім'ї театрального актора та драматурга Артура Л. Джаррета старшого (1884—1960). Близько кінця 1920-х до 1930-х років Джарретт був учасником танцювальних оркестрів Ерла Бертнета, Теда Вімса, Джиммі Нуна та Реда Ніколса, грав на банджо, гітарі та тромбоні, а також співав. Він записував для Victor and Brunswick. Він також записав кілька вокалів для Ішама Джонса в 1931 році. Його високий теноровий голос зробив його популярним у художніх і короткометражних фільмах. Він мав рекордний рік у 1933 році, представивши такі пісні, як «Everything I Have is Yours» із Dancing Lady, «Did You Ever See a Dream Walking?» з «Сиди гарна» та «Давай закохаємося» з однойменного фільму. Джарретт також виступав у водевілях.

## Керівник оркестру
У 1936 році він залишив Теда Вімса, щоб очолити власний оркестр. У 1941 році він очолив оркестр Гела Кемпа після смерті Кемпа в автокатастрофі. Він також з'явився у B вестерні Trigger Pals і на Бродвеї в Three After Three. У 1932 р.

## Пізніша кар'єра
У 1950-х роках Джаррет був постійним учасником телевізійного музичного шоу під назвою «Ритмове родео», яке транслювалося на DuMont Television Network. Згодом став диск-жокеєм і продавцем.

## Особисте життя і смерть
Повідомляється, що Джарретт був заручений з акторкою Джилдою Грей, але шлюб так і не відбувся. З 1933 по 1938 рік він був одружений з акторкою та плавчинею Елеонор Холм. Він помер 23 липня 1987 року в Лос-Анджелесі, штат Каліфорнія, через три дні після свого 80-річчя.